# 4178 Mimeev
4178 Mimeev este un asteroid din centura principală, descoperit pe 13 martie 1988 de E. Helin.